# 奥班博
奥班博（Obambo）是中非某些民族口中的一种鬼魂。
奥班博最初住在灌木丛中，但最终厌倦了这种生活，出现在一位近亲面前，要求他在自己家附近为自己盖一所房子。那天晚上，村里的妇女们聚在一起跳舞唱歌。第二天，人们来到死者的坟墓前，制作了一个粗糙的雕像。然后，他们在奥班博拜访过的房子附近建了一座小屋，人们在屋内放置好棺材，死者被从坟墓抬到小屋的棺材里，并将一些坟墓里的土壤也带到小屋，然后用一块白布盖在小屋的门上
奥班博另一个意思是指某人死在灌木丛中，灵魂随时飘荡而没有坟墓。

## 类似
野鬼